# Urani-235
Urani-235 (235U hay U-235) là một đồng vị của urani, chiếm 0,72% lượng urani tự nhiên. Không giống như đồng vị chiếm chủ yếu urani-238, nó có khả năng phân hạch, tức là nó có thể duy trì phản ứng dây chuyền hạt nhân. Nó là đồng vị phân hạch duy nhất tồn tại trong tự nhiên dưới dạng nuclide nguyên thủy.

## Sử dụng
Urani-235 có nhiều ứng dụng như làm nhiên liệu cho các nhà máy điện hạt nhân và vũ khí hạt nhân như bom hạt nhân. Một số vệ tinh nhân tạo, chẳng hạn như SNAP-10A và RORSAT, được cung cấp năng lượng từ các lò phản ứng hạt nhân chạy bằng urani-235.